# Teboulba
Teboulba este un oraș în Guvernoratul Monastir, Tunisia.